# Lars Bjønness
Lars Bjønness, född den 27 juli 1963 i Oslo i Norge, är en norsk roddare.
Han tog OS-silver i scullerfyra i samband med de olympiska roddtävlingarna 1992 i Barcelona.